# Byttneria maingayi
Byttneria maingayi är en malvaväxtart som beskrevs av Maxwell Tylden Masters. Byttneria maingayi ingår i släktet Byttneria och familjen malvaväxter. Inga underarter finns listade i Catalogue of Life.